# 因陀羅補羅 (占婆)

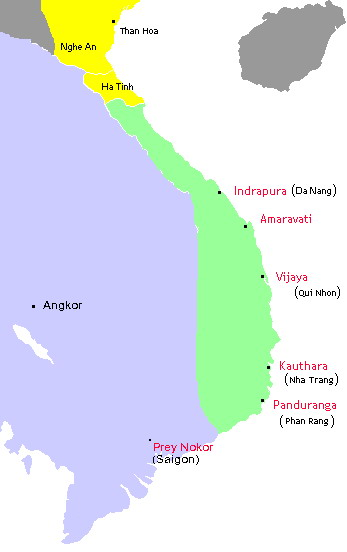
占婆地圖

因陀羅補羅是占婆聯邦中阿摩羅波胝的首府，在梵語中意思是「因陀羅之城」。在875年至1000年期間，因陀羅補羅是占婆的首都，被中國史料稱作「舊州」。該城遺址位於今日廣南省升平縣同陽村附近，距離峴港市不遠。
占婆第五王朝時期，占婆首都位於賓童龍的毘羅補羅（Virapura）。約在875年，第六王朝君主因陀羅跋摩二世將都城遷回北方，建立因陀羅補羅城，並以之為首都。因陀羅跋摩二世信奉大乘佛教，因此在城中建立了一座佛教寺院。這座寺院在越南戰爭中被炸毀。
982年，大瞿越皇帝黎桓攻打占婆，佔領因陀羅補羅，殺死占婆國王篦眉稅，夷平城池，將大量人口擄到北方。此後占婆首都自因陀羅補羅遷往毘闍耶。